# Duftsumak
Duftsumak (Rhus aromatica), også skrevet Duft-Sumak, er en mellemstor, løvfældende busk med en tæt og uregelmæssig vækst. Den er meget tørketålende, men spreder sig ved rodskud og rodslående grene. Skønt både blomstringen, høstfarven og frugtsætningen er smukke, dyrkes den ikke her i landet.

## Kendetegn
Duftsumak er en løvfældende busk med en uregelmæssig, stivgrenet vækst. Barken er først brunrød og fint dunhåret. Senere bliver den grålig og spredt håret med runde korkporer, og gamle grene kan få en grå, fint furet bark. Knopperne er spredt stillede og gule med tæt behåring. De blomsterbærende knopper sidder i kompakte, endestillede klaser. Bladene er trekoblede med ægformede til omvendt ægformede småblade, der har små lapper på den yderste tredjedel. Det midterste småblad er tydeligt større end de to andre. Oversiden er blank og græsgrøn, mens undersiden er gulgrøn og dunhåret. Høstfarven er gul til kobberrød. Blomstringen foregår i det tidlige forår fra knopper, der blev dannet forrige sommer. Blomsterne sidder på endestillede kortskud, der tilsammen danner en klase. De enkelte blomster er små, 5-tallige og regelmæssige med gulgrønne kronblade. Planterne er særbo, sådan at det enkelte individ udelukkende bærer hanlige eller hunlige blomster. Frugterne er små, røde stenfrugter med en stivhåret hud.
Rodsystemet består af vidtudbredte, højtliggende hovedrødder og et filt af finrødder. Planten sætter rodskud, og grene i jordkontakt danner rødder.
Busken bliver op til 2 m høj og 3 m bred.

## Hjemsted
Duftsumak er naturligt udbredt i det østlige USA, hvor den findes i krat, langs skovbryn og på prærier. Den foretrækker lysåbne voksesteder med en tør og veldrænet, kalkrig jord. 
I de bjergrige dele af North Carolina, USA, findes blandede løv- og nåleskove på kalkrig bund. Her vokser arten sammen med bl.a. blyantene, canadisk akeleje, Celtis tenuifolia (en art af nældetræ), Corydalis flavula (en art af lærkespore), Frangula caroliniana (en art af tørst), hvidask, hvidelm, liden præriegræs, lodden hickory, nikkende sorghastrum, præriehirse, rundbladet snebær, rødeg, rødløn, svinehickory og virginsk fyr

## Galleri
|  |  |  |  |

## Note
1. ↑  Jane E. Taylor: Rhus aromatica Arkiveret 13. september 2013 hos  Wayback Machine – USA's landbrugsministeriums side med beskrivelse af arter, på (engelsk)